# 第二次世界大战中的法国
第二次世界大戰期間，法国是同盟國的重要成员国。
1939年9月波兰战役两天后，法国和英国均向德国宣战。为了将德军从波兰转移，法国于1939年9月7日入侵德国萨尔地区，但被迫撤退。假战一直持续到1940年，当时德軍入侵并占领了法国北部，迫使英国人撤出了欧洲大陆。法国正式投降。德国将两百万法国战俘送往德国境内的强迫劳动营。戴高乐将军在伦敦建立流亡政府，与维希法国竞争，将自己定位为法国合法政府，以控制法国海外帝国并获得法国盟友的帮助。他最终成功争取到了一些法属非洲殖民地的支持，后来成功地将分散的游击队、殖民军团、退伍军人、侨民战士和共产党狙击手整合到盟军指挥系统中的法国解放军之下。
1943年8月，戴高乐和吉罗的部队在盟军领导下合并，形成单一的指挥系统。东线法国军队的领导由苏联或德国完成。这些法国流亡者部队和法国内政部队(FFI) 在解放法国和击败维希法国、纳粹德国、意大利王国和日本帝国的过程中发挥了不同的作用。事实证明，对法国殖民帝国的控制至关重要。自由法国军队在英国和美国的帮助下赢得了控制权，并利用这一优势攻击维希法国。除印度支那以外，所有法国殖民地最终都加入了自由法国。 随着自由法国在北非的胜利以及非洲军团入侵意大利，自由法国军队的数量不断增长。1944年，盟军在诺曼底登陆后，自由法國從南部戰線發動龍騎兵行動，这些部队击溃了德国军队，大多数维希政府官员逃往德国。1944年10月30日，英国、美国和苏联正式承认戴高乐为法兰西共和国临时政府首脑，并最终当选为法兰西第四共和国总统。维希政府逃往德国西格马林根后，俄罗斯联邦共产党填补了留下的真空。战争的结果是，1945年5月纳粹德国投降后，法国及其盟国战胜了德国，确保了欧洲盟军对轴心国军队的决定性胜利。

## 组织序列
- 法国总理兼国防部长：
  - 爱德华·达拉第（1938年4月10日-1940年3月21日）
  - 保罗·雷诺（1940年3月21日-1940年6月16日）
  - 菲利普·贝当 （1940年6月16日-1940年7月11日）
- 国防总参谋长
  - 毛利斯·甘莫林一级上将 （1935年1月21日-1940年5月18日）1939年9月3日任法国陆军总司令兼英国远征军指挥、法国三军最高统帅，法国、英国和其他盟军的最高指挥官。
  - 魏刚
- 北部法军司令
  - 比约特
  - 布朗夏尔
- 空军部长居伊·拉·尚布尔
- 陆军总参谋长莫里斯·加默兰(后任法英盟军司令)
- 法国空军司令维耶曼
  - 北线空战区司令德·阿斯捷·德·拉·维日里
  - 负责从布列塔尼到比利牛斯山的第三空战区的司令马森内·德·马朗库尔
  - 战斗机司令部司令德·阿尔库特
  - 专用补给航空站司令官雷当普特
- 海军总参谋长让·达尔兰(后任海军总司令)
  - 驻东地中海地区司令马克西姆·威冈

## 西线戰爭
1939年9月1日第二次世界大战爆发后，法国国防参谋长毛利斯·甘莫林一级上将出任法国三军最高统帅，西线法、英、比盟军最高指挥官。甘莫林发布命令：“我们必须等待敌人进攻，并在由堡垒和战壕构成的无法突破的延伸防线上遏制住德国佬”。由此，开始了八个多月的“静坐战争”。
1940年5月10日西线战争真正爆发，黄色计划从高登山区主攻，而法国以为仍是施里芬计划。当天卢森堡投降，两天后德军7个装甲师占领色当。开战五日荷兰投降。开战十八日比利时投降。
德军渡过马斯河之后，法军大批坦克发动反攻，包括戴高乐的装甲第4师。法国的坦克无论在数量上还是性能上都强于德军。战败是因为没有空军的掩护。但德军装甲部队推进到英吉利海峡，成功切断法国北部与法国本土的联系。

## 資料來源
1. ↑  Christopher Lloyd, "Enduring Captivity: French POW Narratives of World War II 1." Journal of War & Culture Studies (2013) 6#1 pp: 24–39.
2. ↑  Martin Thomas, The French Empire at War, 1940–1945 (Manchester University Press, 2007) [页码请求]